# Relja Dulić Fišer
Relja Dulić Fišer (31. prosinca 1975.) je tenisač iz Vojvodine, Srbija. Rodom je Hrvat.
Bio je jednim od najvećih nada vojvođanskog tenisa.

Najveći trag je ostavio igrajući po satelitskim turnirima, gdje je dolazio do finala.
Na seniorskim je turnirima bio aktivan od 1995. do 2008. godine.
Seniorski prvak SRJ bio je 1997., 1998. i 2000. godine, kao član TK Spartak.
2. srpnja 2000. u paru s Bugarom Milenom Velevim pobijedio je na Nijemca Sebastiana Fitza i Rusa Sergeja Pozdneva s 2:6, 6:2, 7:6 (3) u zavšrnici ITF Futures turnira teškog 10.000 dolara koji se igrao na tvrdoj podlozi.
15. siječnja 2001. došao je do turnira ITF Futures u francuskom Angersu koji se igrao na zemljanoj podlozi, gdje je izgubio od Francuza Grégoryja Carraza sa 6:2, 6:1.
2002. je godine došao do završnice turnira ITF Futures u Mariboru koji se igrao na zemljanoj podlozi, a izgubio je od Slovenca Marka Tkalca s 6:3, 5:7, 6:4.
Bio je srbijanski reprezentativac u Davisovu kupu, a prvi je put zaigrao na tom natjecanju 2000. godine. Pojedinačno je ostvario količnik 1:1, a u parovima 4:0.

## Uspjesi
U Mađarskoj je sa svojim klubom osvojio naslov prvaka 2003.

Bio je višestrukim seniorskim prvakom Srbije i Crne Gore, čime je izborio mjesto u "A" reprezentaciji SiCG za Davis Cup.

Nakon nekoliko godina, 2003. je postao i trenerom Davis Cup reprezentacije SiCG.